# Чичек (деревня)
Чичек — деревня в Жигаловском районе Иркутской области России. Входит в состав Дальне-Закорского сельского поселения.

## География
Находится на правом берегу реки Илга, примерно в 37 км к юго-западу от районного центра, посёлка Жигалово, на высоте 470 метров над уровнем моря.

## Население
| 2002 | 2010 | 2011 | 2012 |
| ---- | ---- | ---- | ---- |
| 18   | ↘11  | →11  | →11  |

По данным Всероссийской переписи, в 2010 году численность населения деревни составляла 11 человек (9 мужчин и 2 женщины).

## Улицы
Уличная сеть деревни состоит из одной улицы (ул. Набережная).